# Астрапия на Стефани
Астрапията на Стефани (Astrapia stephaniae) е вид птица от семейство Райски птици (Paradisaeidae).

## Разпространение и местообитание
Разпространен е в Папуа Нова Гвинея.